# Jos Pronk
Josef "Jos" Pronk (Warmenhuizen, Schagen, 13 de gener de 1983) és un ciclista neerlandès, especialista en la pista. Ha obtingut una medalla als Campionats del món.
El seu pare Mattheus i el seu germà Matthé també s'han dedicat al ciclisme.

## Palmarès en ruta
- 2005
  - 1r al ZLM Tour
  - Vencedor d'una etapa de l'Olympia's Tour
- 2006
  - 1r al Gran Premi de la vila de Nogent-sur-Oise
- 2007
  - Vencedor d'una etapa al Tour de Bretanya
  - Vencedor d'una etapa de l'Olympia's Tour
- 2008
  - Vencedor de 2 etapes al Tour de Loir i Cher
  - Vencedor d'una etapa de l'Olympia's Tour
- 2011
  - 1r a l'Omloop der Kempen

## Palmarès en pista
- 2002
  -  Campió d'Europa sub-23 en Scratch
- 2003
  -  Campió dels Països Baixos en Madison (amb Matthé Pronk)
- 2006
  -  Campió dels Països Baixos en Derny